# Galiteuthis glacialis
Glacialis galiteuthis là một loài mực trong họ Cranchiidae. Đây là một trong những loài mực phổ biến nhất ở vùng biển quanh Nam Cực. Đây là một loài mực khá lớn, dài tối đa 0,5 m.